# Michael Oenning
Michael Oenning (Coesfeld, 27 settembre 1965) è un allenatore di calcio ed ex calciatore tedesco, di ruolo centrocampista.

## Carriera
Dal 30 gennaio 2004 al 18 aprile 2005 è stato vice di Dick Advocaat alla guida Borussia Mönchengladbach.
Dall'8 giugno 2005 al 2007 è stato vice allenatore di Holger Fach e del suo successore Klaus Augenthaler nel VfL Wolfsburg. Dal 1º luglio 2007 fino alla primavera del 2008 (11 febbraio), è stato allenatore delle giovanili del VfL Bochum, il 12 febbraio 2008 è stato vice allenatore di Thomas von Heesen del FC Norimberga.
Dal 31 agosto 2008 al 21 dicembre 2009 era allenatore del Norimberga.
Il 24 maggio 2010 è diventato vice allenatore di Armin Veh all'Amburgo, dal 13 marzo 2011 è diventato allenatore dopo le dimissioni di Armin Veh, ed ha assunto come suo vice l'allenatore dell'Hamburger II Rodolfo Esteban Cardoso a titolo provvisorio fino a fine stagione. Il 29 aprile, in seguito ai risultati positivi ottenuti, gli viene prolungato il contratto fino al 2013. Il 19 settembre 2011 viene esonerato dopo 5 sconfitte e 1 pareggio nelle prime 6 giornate di campionato.